# Cova Remigia
La Cova Remigia es un abrigo con pinturas rupestres del arte levantino en el término municipal de Ares del Maestre en el interior de la provincia de Castellón. Descubiertas en 1934, las pinturas tienen más de 7.000 años y se hallan a 920 m de altitud. Junto a las pinturas rupestres del arco mediterráneo de la península ibérica, la cova Remigia fue catalogada en el año 1998 por la Unesco como Patrimonio de la Humanidad.

## Acceso
El abrigo se encuentra sobre el Barranco de la Gasulla, en cuya parte baja se hallan las pinturas del Barranco de la Valltorta, dominando el paisaje del Maestrazgo desde Ares por el norte a Benassal por el oeste. El conjunto está protegido por una valla. El museo de la Valltorta organiza visitas guiadas.

## Descripción
El abrigo tiene unos 20 m de longitud, 9 m de profundidad y 7 m de altura y consta de 6 concavidades. Representa a más de 700 figuras pintadas hace aprox. 7.000 años durante el Mesolítico en tonalidades rojizas en el estilo del arte Levantino. Predominan las composiciones cinegéticas como la caza de cápridos, bóvidos, cérvidos y jabalíes. Dentro de las escenas de caza destacan los humanos, con y sin arco, por sus actitudes dinámicas y por su tamaño desproporcionado grande en comparación con el de los animales.
Además hay composiciones no cazadoras como recolectores de miel con cestas trepando por las grietas, danzas rituales y ejecuciones de personas con y sin pelotón de arqueros. En general destaca un gran matiz de detalles, ya que en las escenas se incorporan incluso las pisadas tanto de hombres, como de animales, junto a los rastros de sangre.

## Galería

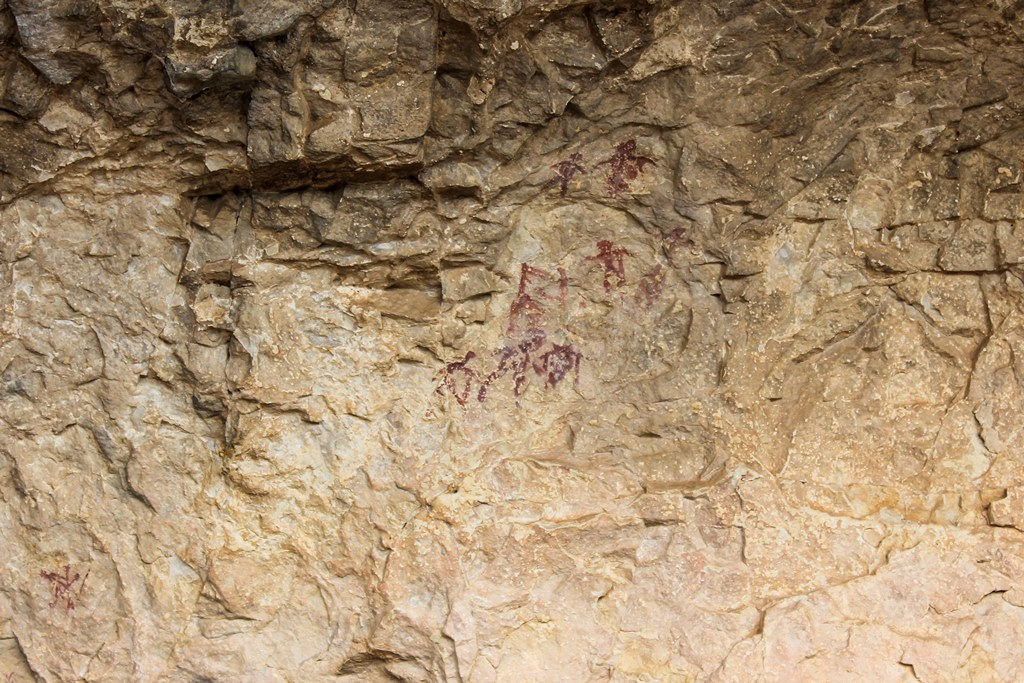
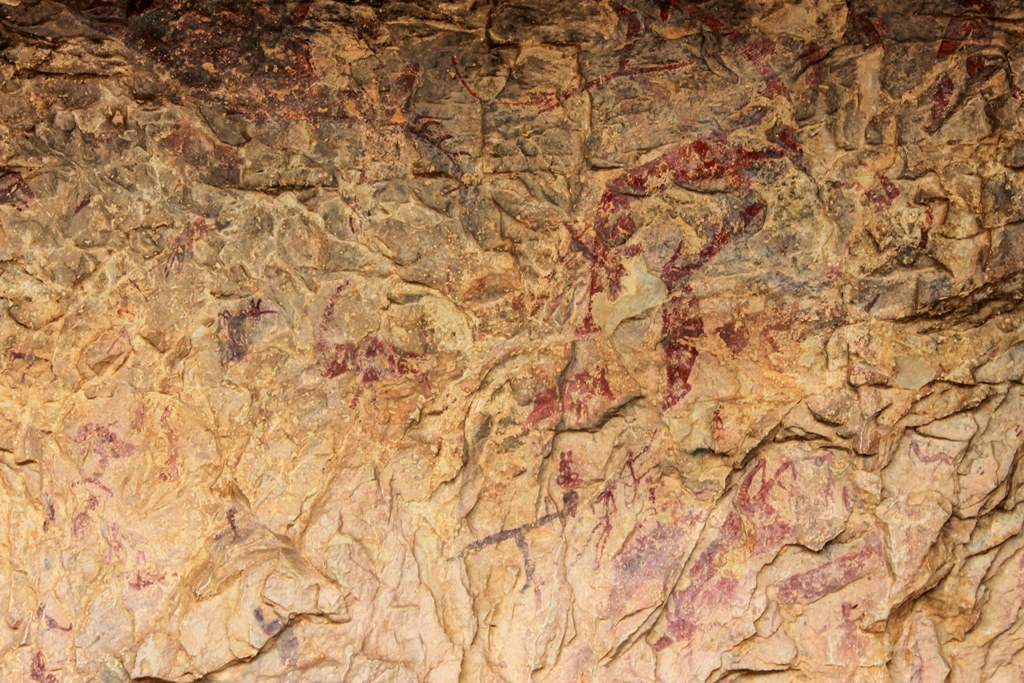
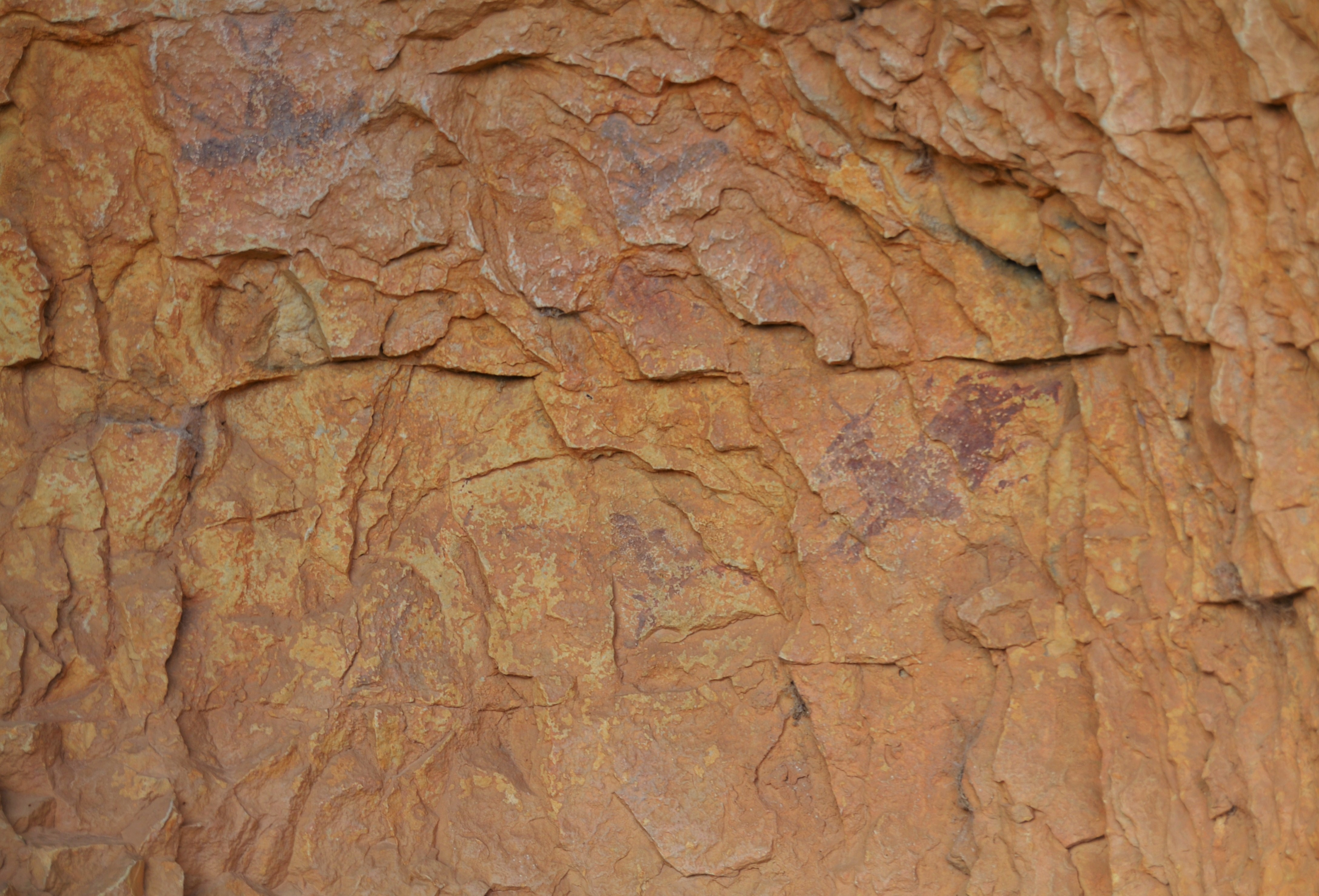
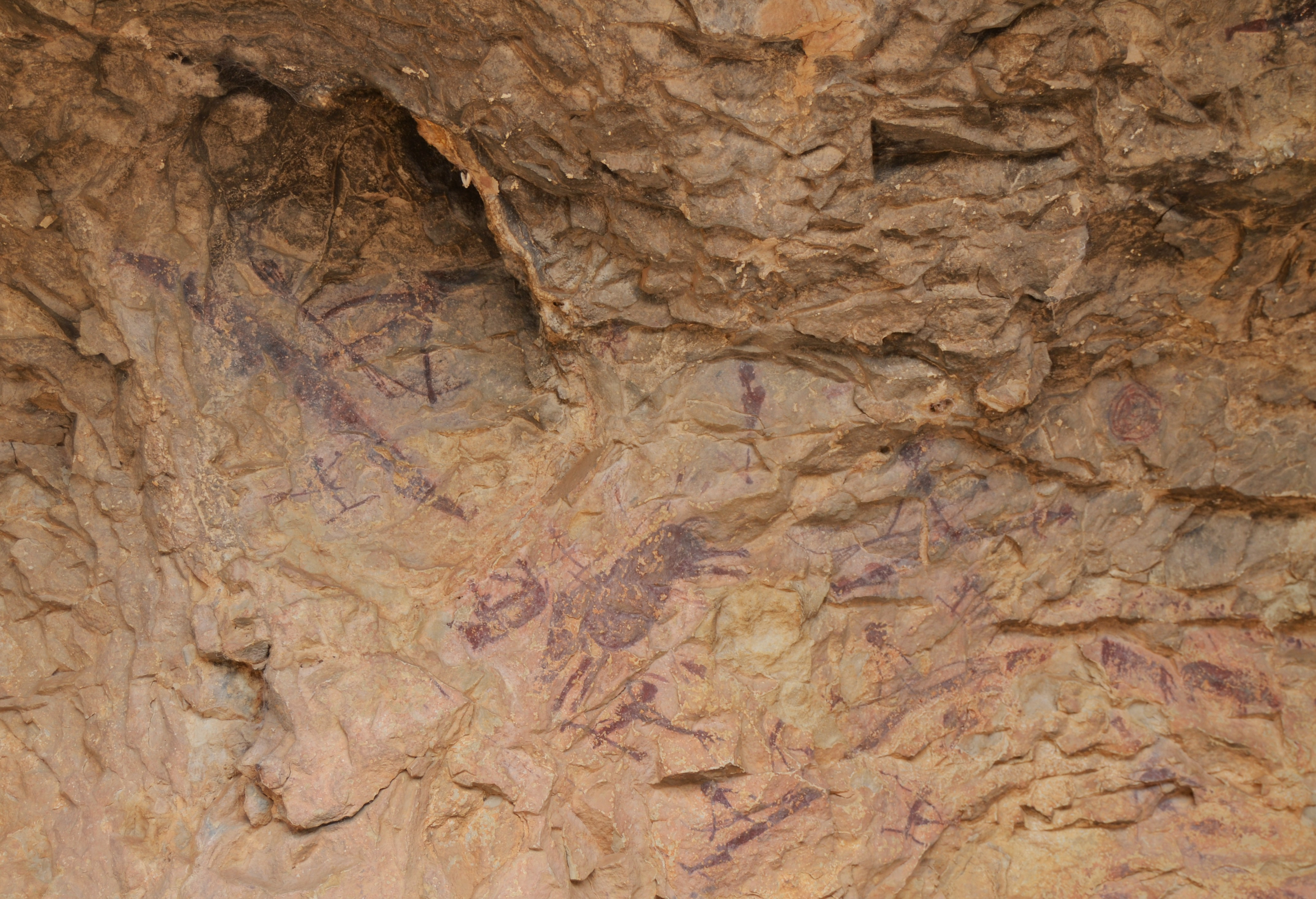